# Penstemon subulatus
Espèce
Penstemon subulatus  est une espèce de plantes de la famille des Plantaginacées, originaire d'Amérique du Nord. Elle est connue sous le nom de       Hackberry Beardtongue en anglais.

## Description
Cette espèce est pérenne, native de l’Arizona et peut atteindre 90cm de haut. Les fleurs sont de couleur rouge.